# Сан-Паоло (остров)
Сан-Па́оло (итал. Isola di San Paolo) — небольшой остров на озере Изео, расположенный к югу от острова Монте-Изола. Административно относится к коммуне Монте-Изола провинции Брешиа. Долгие годы на острове работал монастырь Святого Павла. Воды возле острова богаты рыбой.